# Génesis 1:5
Génesis 1:5 es el quinto versículo del primer capítulo del Libro de Génesis. En este versículo, Dios nombra el día y la noche recién creados. La interpretación de este pasaje depende de la interpretación del versículo anterior. «Tarde y mañana» cierra la narración del primer día de la Creación, y también hay múltiples interpretaciones de esta frase.

## Texto hebreo
- Vocalizado: ויקרא אלהים לאור יום ולחשך קרא לילה ויהי ערב ויהי בקר יום אחד
- Transliterado: Wayyiqərā’ ’ĕlōhîm lā’ôr "yômm" wəlaḥōšeḵ qārā’ "lāyəlāh". Wayəhî-‘ereḇ wayəhî-ḇōqer, yôm ’eḥāḏ.

## Interpretaciones

### Día y noche
El comentarista Paul Kissling escribe que, al nombrar el día y la noche, Dios revela su poder soberano sobre ellos, considerando a la luz y la oscuridad aquí como puramente físicas. En el Antiguo Cercano Oriente, «el acto de dar un nombre significaba, sobre todo, el ejercicio de un derecho soberano». Galia Patt-Shamir señala que el «poder de los nombres y la denominación» se muestra aquí, pero que más adelante en la narrativa este poder de denominación también se le otorga a Adán, el primer ser humano.
Según Juan Calvino, Dios está instituyendo aquí «una vicisitud regular de días y noches».
El Zohar, por otro lado, interpreta el versículo como la descripción de una emanación que sería «la raíz fundamental de la vida universal».

### Tarde y mañana
El versículo termina con una referencia a la tarde y la mañana, que ponen fin al primer día de la Creación. Esto plantea la cuestión de cómo es posible la tarde y la mañana en ausencia del sol aún por crear.
Agustín de Hipona, en La ciudad de Dios, escribe «nuestros días ordinarios no tienen tarde sino por la puesta, y no hay mañana sino por la salida del sol; pero los primeros tres días de todos pasaron sin sol, ya que está escrito que fue hecho el cuarto día». Explica el dilema interpretando la tarde y la mañana en un sentido metafórico.
Franz Delitzsch considera que la tarde y la mañana marcan el final de un «día» que tiene una duración de eones, mientras que otros lo interpretan como un día literal de 24 horas. La evolución teísta y el creacionismo día-era siguen la primera interpretación, mientras que el creacionismo de la Tierra joven sigue la segunda. Aún otros dan una interpretación literaria, en la que el proceso de Creación se describe en términos humanos, usando la analogía de la semana laboral.
En la tradición judía, el hecho de que la tarde esté en primer lugar aquí ha llevado a la idea de que el día comienza al atardecer.

## Apéndice
| Traducción                    | Texto |
| ----------------------------- | --- |
| Reina-Valera                  | Y llamó Dios a la luz Día, y a las tinieblas llamó Noche. Y fue la tarde y la mañana un día.                            |
| La Biblia de las Américas     | Y llamó Dios a la luz día, y a las tinieblas llamó noche. Y fue la tarde y fue la mañana: un día.                       |
| La Biblia del Siglo de Oro    | Llamó a la luz «Día», y a las tinieblas llamó «Noche». Y fue la tarde y la mañana del primer día.                       |
| Nueva Versión Internacional   | A la luz la llamó «día», y a las tinieblas, «noche». Y vino la noche, y llegó la mañana: ese fue el primer día.         |
| Nueva Traducción Viviente     | Dios llamó a la luz «día» y a la oscuridad «noche». Y pasó la tarde y llegó la mañana, así se cumplió el primer día.    |
| La Palabra (España)           | llamando a la luz “día” y a las tinieblas, “noche”. Vino la noche, llegó la mañana: ese fue el primer día.              |
| La Palabra (Hispanoamérica)   | llamando a la luz “día” y a las tinieblas, “noche”. Vino la noche, llegó la mañana: ese fue el primer día.              |
| Biblia de Jerusalén           | y llamó Dios a la luz «día», y a la oscuridad la llamó «noche». Y atardeció y amaneció: día primero.                    |
| Biblia Latinoamericana        | Dios llamó a la luz "Día" y a las tinieblas "Noche". Atardeció y amaneció: fue el día Primero.                          |
| El Libro del Pueblo de Dios   | y llamó Día a la luz y Noche a las tinieblas. Así hubo una tarde y una mañana: este fue el primer día.                  |
| Dios Habla Hoy                | y la llamó «día», y a la oscuridad la llamó «noche». De este modo se completó el primer día.                            |
| Traducción en Lenguaje Actual | y le puso por nombre «día». A la oscuridad la llamó «noche». Y cayó la noche, y llegó la mañana. Ese fue el primer día. |